# Сучков, Альберт Фёдорович
Альберт Федорович Сучков (28 июля 1939 года, Богородицк — 12 ноября 1996 года) — физик, лауреат Государственной премии СССР (1978), премии имени Д. С. Рождественского (1983).

## Биография
Родился 28 июля 1939 года в городе Богородицке Тульской области.
В 1963 году закончил МФТИ.
После окончания аспирантуры ФИАНа начал работать в Лаборатории квантовой радиофизики.
С 1990 года — руководитель Лаборатории газовых лазеров.
Автор более 100 научных работ и монографии.
Погиб 12 ноября 1996 года.

### Научная деятельность
Работы в области спектроскопии.
Предложил и теоретически обосновал метод внутрирезонаторной лазерной спектроскопии.
Внес существенный вклад в изучение элементарных процессов столкновений, возбуждения и релаксации в молекулярных газовых лазерных средах, исследование кинетики низкотемпературной неравновесной плазмы.

## Награды
- Государственная премия СССР (в составе группы учёных, за 1978 год) — за разработку физических принципов, создание и исследование газовых лазеров, возбуждаемых с использованием ионизирующего излучения
- Премия имени Д. С. Рождественского (совместно с Э. А. Свириденковым, за 1983 год) — за цикл работ «Теоретическая и экспериментальная разработка метода внутрирезонаторной лазерной спектроскопии»